# HNK Cibalia
Hrvatski Nogometni Klub Cibalia  este un club de fotbal din Vinkovci, Croația.Echipa susține meciurile de acasă pe Stadion Cibalia cu o capacitate de 10.000 de locuri.